# Бостандык (Акжарский район)
Бостандык (каз. Бостандық) — село в Акжарском районе Северо-Казахстанской области Казахстана. Административный центр Кишикараойского сельского округа. Код КАТО — 593437100.

## География
Расположено около озера Киши-Карой.

## История
В советское время в селе действовал совхоз «Бостандыкский» Ленинградского района. В этом совхозе трудился Герой Социалистического Труда Жолауши Умургалиевич Рамазанов. Похоронен на местном кладбище.

## Население
В 1999 году население села составляло 1077 человек (549 мужчин и 528 женщин). По данным переписи 2009 года, в селе проживало 847 человек (416 мужчин и 431 женщина).